# Якторів
Я́кторів — село в Україні, у Львівському районі Львівської області. Орган місцевого самоврядування — Глинянська міська рада. Населення становить 402 осіб.

## Історія
У податковому реєстрі 1515 року в селі згадується про попа, отже, тоді була церква та 7 ланів (близько 175 га) оброблюваної землі.
Радянською владою село було перейменоване на Ясенівка.

## Населення

### Мова
Розподіл населення за рідною мовою за даними перепису 2001 року:
| Мова       | Кількість | Відсоток |
| ---------- | --------- | -------- |
| українська | 438       | 99.77%   |
| російська  | 1         | 0.23%    |
| Усього     | 439       | 100%     |

## Археологія
У 1932 р. Я. Пастернак дослідив в урочищі «Яворина» чотири кургани, з яких перший мав діаметр 15 м і висоту 1,4 м . Під орним 25-сантиметровим шаром знаходився первісний дуже твердий насип кургану. З глибини 0,7–0,8 м і нижче залягав шар суглинку, який включав перепалені грудки глини. Під насипом посередині кургану знаходилось “…широке огнище, зазначене тонкою верствою вугликів та попелу”. 
У південно-східній частині кургану під насипом знаходилась поховальна яма аморфної в плані форми, вкопана на 0,35 м. В західній її частині на долівці знаходився шар попелу з вуглинками, яке першовідкривач потрактував як вогнище, поверх якого залягав 10-сантиметровий прошарок «чорної землі», на яку, власне, і був покладений небіжчик. Останнього поклали у скорченому положенні на правому боці головою до сходу. Обидві долоні померлого знаходились під підборіддям, праве коліно подано до переду, ліве було опущеним. Під коліна покійника була покладена кістка тварини (metacarpusa), взята, як припускав дослідник, з вогнища на долівці поховальної ями. Довжина скелета від тім’яних кісток до клуба 0,8 м, а до гомілково-стопних суглобів – 1,0 м. Делікатна будова нижньої щелепи вказувала на жіночу стать, а утертість зубів – на вік 40–50 років. На середньому пальці правої руки був одягнутий перстень з тонкого бронзового дроту, який належить до типу Noppering, оскільки має продовгастий спіральний щиток довжиною 2,1 см.На відстані 25–30 м на захід від кургану І знаходився другий курган діаметром близько 10 м і висотою 1,35 м. Приблизно посередині насипу на глибині 1,55 м лежав на боці опуклобокий кухлик з маленьким вушком, прикрашений на бочках вертикальними пасочками шнурового декору.

## Пам'ятки
- Будівля колишнього жіночого монастиря сестер-студиток. Сам монастир заснований у 1920 році. У Якторові були землі, що належали родині Шептицьких і які Митрополит Андрей передав монастирю. 14 жовтня 1924 року, на Свято Покрови Пресвятої Богородиці, урочисто освячено першу жіночу студитську обитель у Якторові.[8] При монастирі сестра Йосифа у 1924 році заснувала гурток «Рідної школи», де українські діти мали можливість навчатися рідною мовою.[9] З приходом совітів у вересні 1939 року, у колишньому монастирі дозволили залишитися тільки трьом сестрам й то для випікання хліба солдатам. Розпочалися репресії проти греко-католицького священництва. Під час німецької окупації у Якторівському монастирі життя в студитських монастирях почало поволі відновлюватися через те, що німецька влада нейтрально ставилася до діяльності релігійних організацій. З поверненням радянської влади у 1945 році повертаються й репресії проти сестер-студиток. У серпні 1950 року сестер знову вигнали з монастиря,[8] а 5 вересня того ж року монастир було закрито.[10] Наприкінці 1989 року УГКЦ поступово легалізують. Вже за часів незалежної України мала відбутися передача колишнього Якторівського монастиря сестрам, але будівля виявився у аварійному стані.[8] Нині будівля колишнього монастиря знаходиться у стані руїни.[11],[12]
- Церква святого Миколая, цегляна, споруджена у 1910 році, за проектом архітектора Дмитриха Адама Йосипович, німця за походженням. Нині в церквві відбуваються почергові богослужіння прихожан парафії св. Миколая ПЦУ[13] та вірних УГКЦ (юрисдикція — Львівська митрополія, Львівська архієпархія, Глинянський деканат).[14]

## Відомі люди

### Народились
- Гарасевич Михайло Григорович (1763—1836) — український історик, редактор, церковний діяч, один із перших представників українського національного відродження в Галичині. Доктор богослов'я.
- Рибак Осип (1907—1941) — громадський та політичний діяч, член товариства «Просвіта». Засновник молодіжної організації в с. Словіта по лінії ОУН — «Юнаки» (1939). В'язень концтабору Береза Картузька. Замордований у в'язниці НКВС у Золочівському замку 1941 р.[15]
- Юрдига Олег Степанович (1976—2016) — молодший сержант Збройних сил України, учасник російсько-української війни.

### Перебували
- с. Йосифа — мати-ігуменя Якторівського монастиря сестер-студиток (1932—1939), підпільного монастиря в місті Скалат (1956—1988). Перша українка, яку визнали «Праведником народів світу» за порятунок єврейських дітей під час Голокосту (1976).[16]